# Indirana longicrus
Espèce
Synonymes
- Philautus longicrus Rao, 1937
- Philautus crnri Dutta, 1985

Statut de conservation UICN

 DD  : Données insuffisantes
Indirana longicrus est une espèce d'amphibiens de la famille des Ranixalidae.

## Répartition
Cette espèce est endémique de l'État du Karnataka en Inde. Elle a été découverte dans un lieu nommé « Kempholey, Hassan » à une altitude d'environ 200 m dans les Ghâts occidentaux. Aucune population n'est connue actuellement à l'état sauvage,.

## Taxinomie
Indirana longicrus, initialement classée par Rao dans le genre Philautus (Philautus longicrus), a été transférée, en 2001, dans le genre Indirana par Bossuyt et Dubois.

## Publication originale
- Rao, 1937 : On some new forms of Batrachia from south India. Proceedings of the Indian Academy of Sciences, ser. B, vol. 6, p. 387-427.